# Понтий Телезин
Понтий Телезин (на латински: Pontius Telesinus; † 1 ноември 82 пр.н.е.) е военачалник на самнитите.
Понтий произлиза от самнитския град Телезия в Кампания. През 90 пр.н.е. по време на гражданската война той е един от най-важните командири на италиките при тяхното въстание против Рим.
През Римските граждански войни след завръщането на Луций Корнелий Сула от Изтока през 83 пр.н.е., той събира отново самнитска войска, която се включва в боевете на страната на популарите през Втората гражданска война на Сула. С луканския генерал Луций Лампоний той се опитва безуспешно да помогне на обсадения в Пренест Гай Марий Младши и бърза след това към Рим, като се надява да изпревари Сула и да го превземе. На 1 ноември 82 пр.н.е. той губи Битката при Колинската врата. Умиращт Понтий попада в ръцете на римляните, които показват неговата отсечена глава на обсадените в Пренест. Понтий Телезин е смятан за един от най-големите противници на Рим между италиките.